# Obwód Mokotów Armii Krajowej
Obwód V Mokotów – kryptonimy: „Dziewiętnastka”, „19” (w ramach SZP), „45” (w ramach ZWZ/AK), „XXV” (od 15 czerwca 1944), „V” (od 9 sierpnia 1944) – terytorialna jednostka organizacyjna Okręgu Warszawskiego Armii Krajowej, działającego w konspiracji w okresie okupacji niemieckiej w Polsce oraz walczącego w powstaniu warszawskim.

## Komenda Obwodu
Komendą obwodu kierowali kolejno:
- kpt./mjr Janusz Szlaski „Prawdzic” (do 1942);
- ppłk kaw. Aleksander Hrynkiewicz „Przegonia” (od 1942 do 6 sierpnia 1944 – choć formalnie do 18 sierpnia);
- p.o. ppłk Stanisław Kamiński „Daniel” (5 – 18 sierpnia 1944);
- ppłk Józef Rokicki „Karol” (od 19 sierpnia do 26 września 1944)[2].
- p.o. mjr Kazimierz Szternal „Zryw” (26 – 27 września 1944).

## Struktura Obwodu 1 sierpnia
Komenda obwodu
- Komendant – ppłk. kaw. Aleksander Hrynkiewicz „Przegonia”, „Marek”;
- Zastępca komendanta – ppłk. Tadeusz Bandoła „Wirtuoz”;
- Szef sztabu – mjr st. spocz. Tadeusz Jan Halik „Wolfram”;
- Oficer organizacyjny – NN
- Oficer informacyjny – por. Stanisław Topór „Wróbel”;
- Oficer kontrwywiadu – NN
- Oficer wyszkolenia – NN
- Kwatermistrz – rtm. rez. Mieczysław Czychiryn „Brzozowski”;
- Oficer gospodarczy – ppor. rez. Jan Doliński „Lech”;
- Oficer broni – NN
- Lekarz – ppłk. lek. Klemens Gerner;
- Oficer łączności – por. Jan Baranowski „Roger”;
- Referat prasowy – ppor. rez. Aleksander Płaczkowski „Paweł”;
- Oficer saperów – por. rez. sap. Mieczysław Szenfeld „Mączka”;
- Dywersja bojowa – por. rez. art. Tadeusz Jaegerman „Klimek”;
- Inspektor WSOP – por. rez. Tadeusz Juliusz Olszewski „Wojtek”;
- Komendantka Wojskowej Służby Kobiet – Antonina Kon „Jadwiga”;
- Oddział osłony sztabu „OS-V” – por. rez. Michał Bylina „Michał”.

Struktury obwodu
- Rejon 1 (ul. Podchorązych, Szwoleżerów) kryptonim „XXV-51” – dowódca rtm. Stefan Smolicz „Wrak”;
  - I Zgrupowanie – 1 Pułk Szwoleżerów AK – dowódca rtm. Stefan Smolicz „Wrak";
  - II Zgrupowanie „1703” – l Dywizjon Artylerii Konnej im. gen. J. Bema – dowódca kpt. art. Wiktor Olszewski „Olcha”;

- Rejon 2 (Sielce, Siekierki) kryptonim „XXV-52” – dowódca kpt.Ryszard Degórski „Brzoza”;
  - I Zgrupowanie (I Batalion OW PPS) – dowódca ppor. Wacław Kossowicz „Jarząbek”; (Plutony: 523, 524, 525, 526, 527, 558)
  - II Zgrupowanie – dowódca kpt. piech. Czesław Szymanowski „Korwin”;
    - 1 Kompania – dowódca por. Mieczysław Nałęcz-Dobrowslki „Waga” (plutony 531, 535, 536);
    - 2 kompania – dowódca pro. rez. Czesław Zawadzki „Legun” (plutony: 537, 538, 539);

- Rejon 3 (pl. Unii Lubelskiej ul. Bagatela) kryptonim „XXV-53” – dowódca kpt. Leon Światopełk-Mirski „Tomasz Łucznik”;
  - 1 Kompania – dowódca por. rez. mar. woj. Kazimierz Niewęgłowski „Borowy” (plutony 540, 541, 542);
  - 2 Kompania – dowódca por. rez. Wojciech Ochalski „Wojciech” (plutony 543, 544, 545);
  - 3 Kompania – dowódca NN (plutony 546, 547);

- Rejon 4 (Pole Mokotowskie) kryptonim „XXV-54”- kpt. Zygmunt Karol Peitler „Zygmunt”;
  - I Zgrupowanie (cztery kompanie)
  - II Zgrupowanie (II Batalion Szturmowy „Odwet”) – dowódca – ppor. Juliusz Sobolewski „Roman”;
  - Grupa artyleryjska „548” – „Granat” – dowódca kpt. art. Józef Szyszko „Bachmat”;

- Rejon 5 (Sadyba i wieś Czerniaków) „Oaza” – dowódca por. Melchior Czesław Szczubełek „Jaszczur”;
  - Zgrupowanie (Batalion „Oaza”) – rtm. st. spocz. Emil Alfons Vacqueret;

- Rejon 6 (południowa część Górnego Mokotowa z Rakowcem, Służewcem i Ursynowem) – dowódca ppłk. Stanisław Kamiński „Daniel”.
  - Pułk „Baszta”.